# الانتحار الأسري
الانتحار الأسري هو نوع من أنواع القتل، أو القتل مع الانتحار، حيث يقوم مرتكب الجريمة من خلال تسلسل سريع؛ بقتل عدد من أفراد أسرته المقربين، الذين في الغالب ما يكونوا الأبناء، الزوج أو الزوجة، الأشقاء أو الأبوين. يقوم القاتل في نصف الحالات بقتل نفسه بعد ذلك، فيما يسمى بالقتل الانتحاري. تُعد الجريمة قتلًا للأب أو للأم في حالة قتل الأبوين فقط. وإذا قُتل جميع أفراد العائلة، تسمى الجريمة بإبادة الاسرة.

## الانتحار الأسري الخاص بالآخرين
استُخدم الانتحار الأسري في العصور القديمة كنوع من العقاب المُعزز. كانت طريقة الإبادات العائلية التسعة تُتبع في الصين القديمة للقضاء على عائلة أو جماعة بأكملها، كعقوبة للخيانة في معظم الأحيان. شجع ماكيافيلي على إبادة أسرة حاكم سابق منعًا للثورة في أطروحته السياسية المعروفة بالأمير. وقد أشار مصطلح Sippenhaft (الجرم بالتبعية) لكونه طريقة في ألمانيا النازية لعقاب وأحيانًا إعدام أقارب المنشقين وكل من شارك في مكيدة العشرين من يوليو. بدأت مافيا صقلية في الثمانينات بقتل أقارب منافسيهم والوشاة (بينتيتى)، ومن ضمنهم النساء، والأطفال مؤخرًا. هذه الطرق ليست مسجلة رسميا ضمن الأنظمة القضائية الحديثة، باستثناء كوريا الشمالية، حيث غالبًا ما ينتهى اعتقال الأسر بأكملها في مخيم كيكون الاعتقالى؛ بالموت.

## الإبادة الأسرية

### التعريف والإحصائيات
من بين 909 ضحية من ضحايا القتل الجماعي (الذي تم تعريفه على أنه 4 ضحايا في غضون 24 ساعة)، في الولايات المتحدة من عام 1900 إلى عام 2000، جاء نصف الضحايا من الأقارب من الدرجة الأولى للقاتل. بالرغم من ان الانتحار الأسري يعتبر نادر الحدوث واعتبار الرقم الإجمالي للقضايا ضئيلًا، إلا أنه النوع الأكثر شيوعا ضمن أنواع القتل الجماعي. مع ذلك يصعب تحديد البيانات الإحصائية بسبب التناقض في البلاغات.

معدلات القتل التى تتضمن افراد من العائلة، غير مجمعة حسب وقائع الانتحار الأسري في الولايات المتحدة في الفترة ما بين 1980 و2010.

يختلف الانتحار الأسري عن غيره من أنماط القتل الجماعي، حيث يقوم فيه المجرم بقتل أفراد من عائلته أو المقربين منه بدلًا من قتل أشخاص مجهولين. هنا يختلف العامل النفسى والديناميكية النفسية، وأهمية كل منهما عن باقي أنماط القتل الجماعي، إلا أنه لا يتم دائما التفريق بينهما.
قامت دراسة بولاية اوهايو الأمريكية بالبحث في ثلاثين قضية، ووُجد أن الدافع وراء معظم قضايا القتل كان تخليص الآباء أبناءهم من المعاناة.
قامت دراسة بأستراليا بالبحث في سبع قضايا حدث فيها قتل أسري ثم انتحار، وكانت فيها أسباب الخلاف الأسري تتضمن الانفصال وقضايا حضانة الأطفال وقوانين الرؤية. كانت بعض العوامل المشتركة تشمل الخلاف الزوجى، التعاسة، العنف الأسري، العنف الجنسي، ودرجات مختلفة من تهديدات اذى النفس أو الأخرين. لم يكن من الواضح ما يمكن فعله كوسيلة وقائية.

### سرد

معدلات القتل التى تتضمن افراد من العائلة، غير مجمعة حسب وقائع الانتحار الأسري في الولايات المتحدة في الفترة ما بين 1980 و2010.

يأتي الحافز والمنطق الداخلى وراء الإبادة الأسرية من عدة مصادر. قام دايفيد ويلسون من جامعة بيرمينجهام بتقسيم هذه القضايا إلى اربع مجموعات على النحو التالى:
انهيار القيمة المجتمعية، المخذول، المعتد بالنفس والمذعور. طبقًا لتصنيفه، يرى القاتل ذو القيم المجتمعية المنهارة أسرته على هيئة رمز للمكانة الاجتماعية، وعند انهيار وضعه الاقتصادي، فإنه يعتبرهم فائضًا عن حاجته. القاتل المخذول يسعى لعقاب أسرته لعدم اتباعهم ما يُعده المثل العليا للحياة الأسرية. يدمر القاتل المعتد بنفسه أسرته بهدف الانتقام من الأم، ظنًا منه انها مذنبة. واخيرًا، يقوم القاتل المذعور بقتل أسرته حين يتهيأ له انه بذلك يحميهم من مصير اسوأ من القتل.
الانتحار الأسري هو نوع من أنواع القتل، أو القتل مع الانتحار، حيث يقوم مرتكب الجريمة من خلال تسلسل سريع؛ بقتل عدد من أفراد أسرته المقربين، الذين في الغالب ما يكونوا الأبناء، الزوج أو الزوجة، الأشقاء أو الأبوين. يقوم القاتل في نصف الحالات بقتل نفسه بعد ذلك، فيما يسمى بالقتل الانتحارى. تُعد الجريمة قتلًا للأب أو للأم في حالة قتل الأبوين فقط. وإذا قُتل جميع أفراد العائلة، تسمى الجريمة بإبادة الاسرة.

## الانتحار الأسري الخاص بالآخرين
استُخدم الانتحار الأسري في العصور القديمة كنوع من العقاب المُعزز. كانت طريقة الإبادات العائلية التسعة تُتبع في الصين القديمة للقضاء على عائلة أو جماعة بأكملها، كعقوبة للخيانة في معظم الأحيان. شجع ماكيافيلى على إبادة أسرة حاكم سابق منعًا للثورة في أطروحته السياسية المعروفة بالأمير. وقد أشار مصطلح Sippenhaft (الجرم بالتبعية) لكونه طريقة في ألمانيا النازية لعقاب وأحيانًا إعدام أقارب المنشقين وكل من شارك في مكيدة العشرين من يوليو. بدأت مافيا صقلية في الثمانينات بقتل أقارب منافسيهم والوشاة (بينتيتى)، ومن ضمنهم النساء، والأطفال مؤخرًا. هذه الطرق ليست مسجلة رسميا ضمن الأنظمة القضائية الحديثة، باستثناء كوريا الشمالية، حيث غالبًا ما ينتهى اعتقال الأسر بأكملها في مخيم كيكون الاعتقالى؛ بالموت.

## الإبادة الأسرية

### التعريف والإحصائيات
من بين 909 ضحية من ضحايا القتل الجماعي (الذي تم تعريفه على أنه 4 ضحايا في غضون 24 ساعة)، في الولايات المتحدة من عام 1900 إلى عام 2000، جاء نصف الضحايا من الأقارب من الدرجة الأولى للقاتل. بالرغم من ان الانتحار الأسري يعتبر نادر الحدوث واعتبار الرقم الإجمالي للقضايا ضئيلًا، إلا أنه النوع الأكثر شيوعا ضمن أنواع القتل الجماعي. مع ذلك يصعب تحديد البيانات الإحصائية بسبب التناقض في البلاغات.
يختلف الانتحار الأسري عن غيره من أنماط القتل الجماعي، حيث يقوم فيه المجرم بقتل أفراد من عائلته أو المقربين منه بدلًا من قتل أشخاص مجهولين. هنا يختلف العامل النفسى والديناميكية النفسية، وأهمية كل منهما عن باقي أنماط القتل الجماعي، إلا أنه لا يتم دائما التفريق بينهما.
قامت دراسة بولاية اوهايو الأمريكية بالبحث في ثلاثين قضية، ووُجد أن الدافع وراء معظم قضايا القتل كان تخليص الآباء أبناءهم من المعاناة.
قامت دراسة بأستراليا بالبحث في سبع قضايا حدث فيها قتل أسري ثم انتحار، وكانت فيها أسباب الخلاف الأسري تتضمن الانفصال وقضايا حضانة الأطفال وقوانين الرؤية. كانت بعض العوامل المشتركة تشمل الخلاف الزوجى، التعاسة، العنف الأسري، العنف الجنسي، ودرجات مختلفة من تهديدات اذى النفس أو الأخرين. لم يكن من الواضح ما يمكن فعله كوسيلة وقائية.

### سرد
يأتي الحافز والمنطق الداخلى وراء الإبادة الأسرية من عدة مصادر. قام دايفيد ويلسون من جامعة بيرمينجهام بتقسيم هذه القضايا إلى اربع مجموعات على النحو التالى:
انهيار القيمة المجتمعية، المخذول، المعتد بالنفس والمذعور. طبقًا لتصنيفه، يرى القاتل ذو القيم المجتمعية المنهارة أسرته على هيئة رمز للمكانة الاجتماعية، وعند انهيار وضعه الاقتصادي، فإنه يعتبرهم فائضًا عن حاجته. القاتل المخذول يسعى لعقاب أسرته لعدم اتباعهم ما يُعده المثل العليا للحياة الأسرية. يدمر القاتل المعتد بنفسه أسرته بهدف الانتقام من الأم، ظنًا منه انها مذنبة. واخيرًا، يقوم القاتل المذعور بقتل أسرته حين يتهيأ له انه بذلك يحميهم من مصير اسوأ من القتل.